# Monte Scopus
O Monte Scopus (hebraico הַר הַצּוֹפִים (Har HaTzofim),  Arábico جبل المشارف Ǧabal al-Mašārif, جبل المشهد Ǧabal al-Mašhad, جبل الصوانة) é uma montanha (elevação: 834 metros acima do nível do mar) no nordeste de Jerusalém, Israel.

## Nome
O cume das montanhas a leste da Jerusalém antiga e moderna oferece as melhores vistas da cidade, que domina. Como a parte principal da cordilheira ostenta o nome [Monte das Oliveiras], o nome "vigia" foi reservado para esse pico no nordeste da cidade antiga. Seu nome em várias línguas (hebraico, árabe, grego e latim) significa "vigia". Scopus é uma latinização da palavra grega para "observador",  skopos , o mesmo que em "telescópio" ( tele- , que significa longe e  skopos  - observador). Adicionando ao significado de várias camadas do nome, também é dito que nos tempos em que os judeus não eram autorizados a entrar em Jerusalém pelas autoridades romanas da cidade, eles costumavam vir e olhar para sua antiga capital a partir deste ponto de vista.

## História

### Antiguidade
Com vista para [Jerusalém], o Monte Scopus tem sido estrategicamente importante como base para atacar a cidade desde a antiguidade. A [Legio XII Fulminata | 12ª Legião Romana]] acampou lá em 66 dC. Em 70 dC, na conclusão da mesma guerra que levou à  destruição do Templo Judaico, o Monte Scopus foi usado como base para realizar o cerco final da cidade pela mesma 12ª Legião, mais a  15 e  5, enquanto a Legião  10 Legião estava posicionada na continuação da mesma cordilheira, conhecida como o Monte das Oliveiras.

### Era Moderna

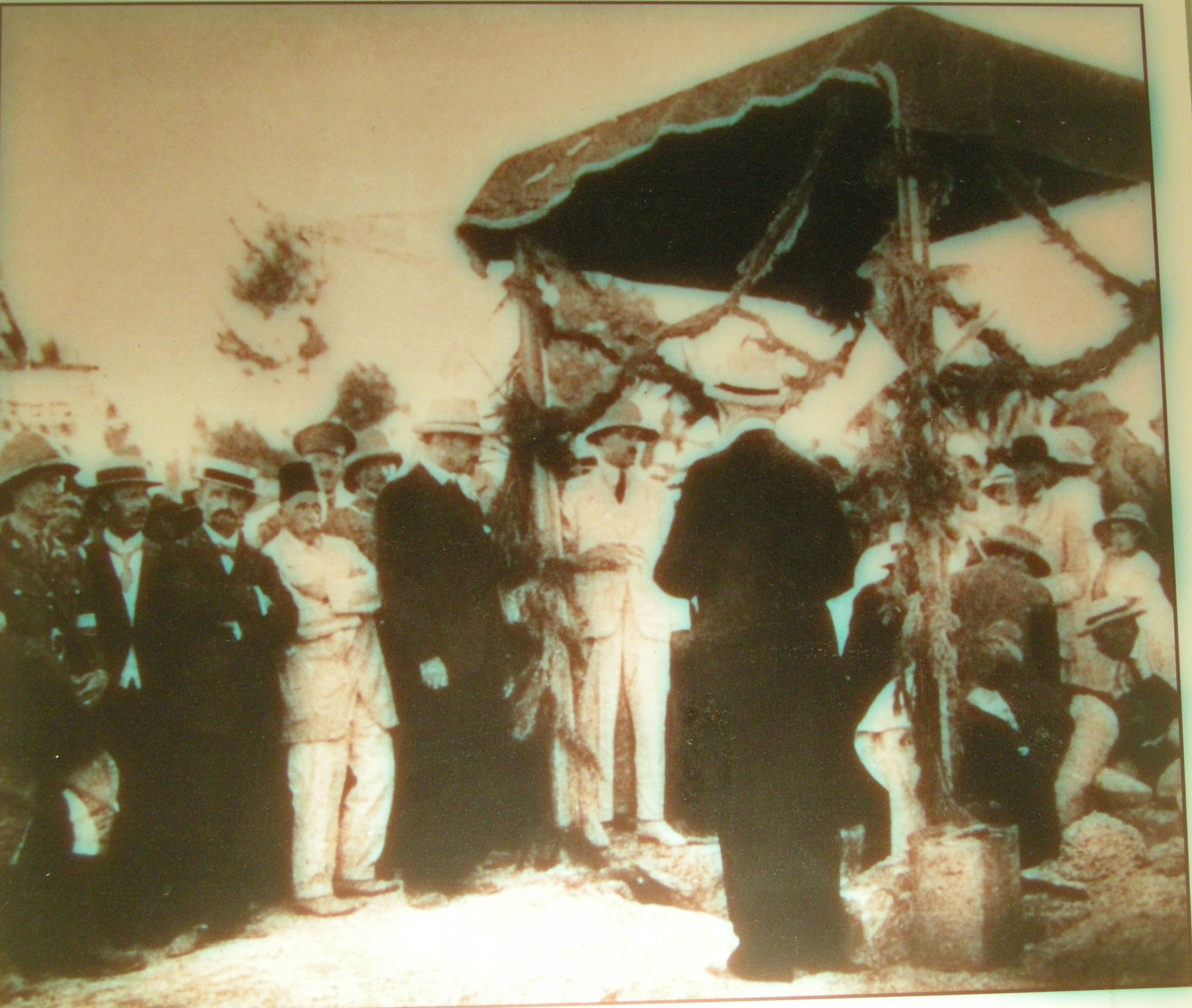
Inauguração da Universidade Hebraica

A localização exata da montanha conhecida nas fontes antigas como Monte Scopus não é conhecida. É descrito como estando na parte nordeste da cordilheira que inclui proeminentemente o Monte das Oliveiras, que domina Jerusalém a partir do leste. Como as organizações sionistas decidiram construir uma nova instituição judaica de ensino superior em Jerusalém, que acabou se tornando a Universidade Hebraica, eles decidiram que não era prudente tentar pedir doações para um projeto projetado para ser construído no Monte das Oliveiras, um local com conotações principalmente cristãs. O local escolhido para a universidade correspondia aproximadamente à descrição do antigo Monte Scopus e, por isso, foi decidido nomear esse pico em particular. O nome tornou-se amplamente usado e poucos Jerusalémitas hoje em dia saberiam sobre essa nova história de nome antigo. O antigo Monte Scopus não pode estar longe do moderno.

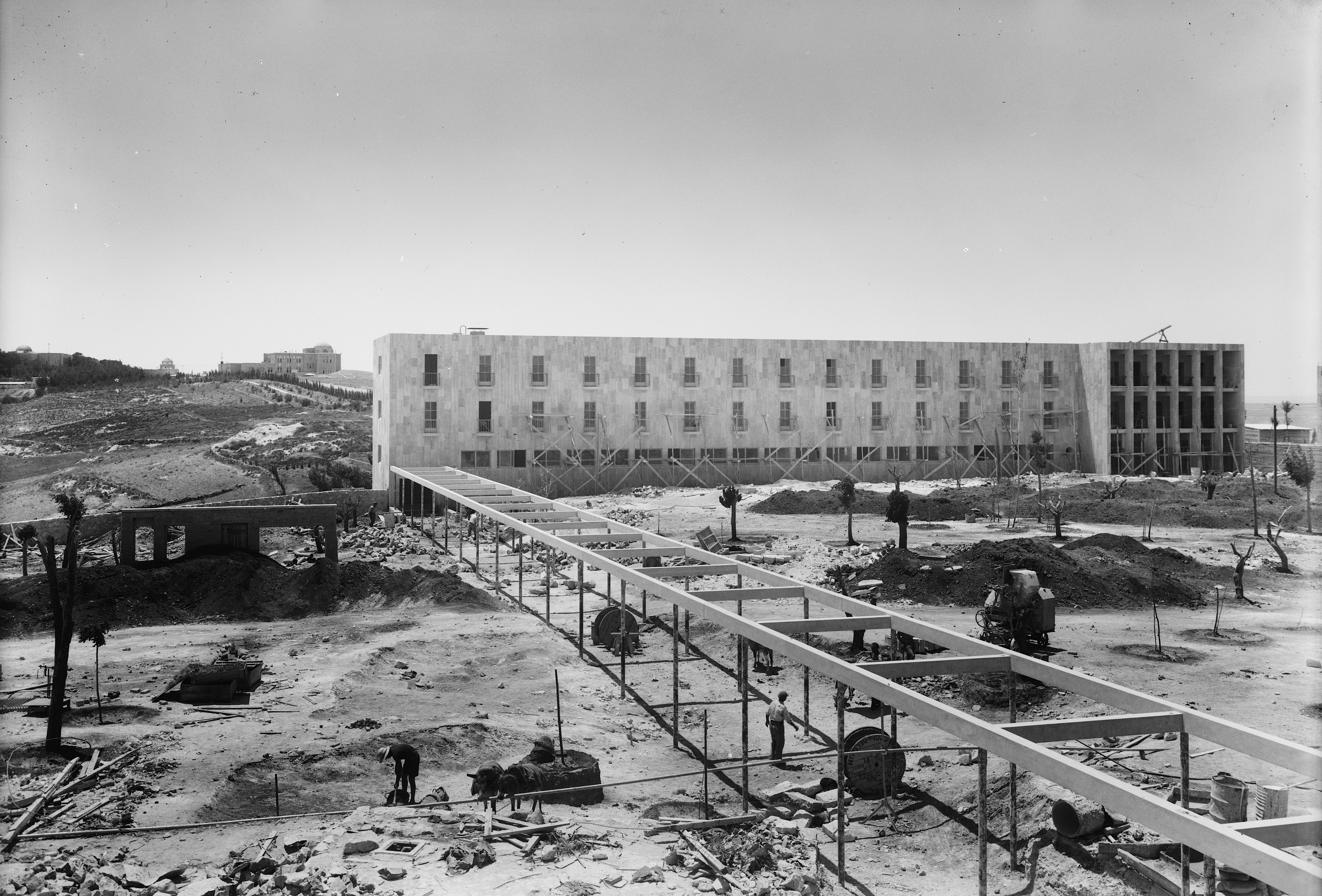
Escola de Enfermagem em construção, c. 1934